# Dávid Hérics
Dávid Hérics (Győr, 6 de agosto de 1993) es un deportista húngaro que compite en piragüismo en la modalidad de aguas tranquilas. Ganó tres medallas en el Campeonato Mundial de Piragüismo entre los años 2013 y 2015.

## Palmarés internacional
| Campeonato Mundial | Campeonato Mundial   | Campeonato Mundial | Campeonato Mundial |
| Año                | Lugar                | Medalla            | Competición        |
| ------------------ | -------------------- | ------------------ | ------------------ |
| 2013               | Duisburgo (Alemania) | Medalla de bronce  | K1 4 × 200 m       |
| 2014               | Moscú (Rusia)        | Medalla de oro     | K1 4 × 200 m       |
| 2015               | Milán (Italia)       | Medalla de bronce  | K2 500 m           |